# Давташен (село)
Давташен (вірм. Դավթաշեն) — село в марзі Арагацотн, на заході Вірменії. Село розташоване на ділянці Аштарак — Талін траси Єреван — Гюмрі, за 9 км на схід від міста Талін, за 40 км на північний захід від міста Аштарака, за 3 км на південь від села Катнахпюр, за 5 км на південний захід від села Ірінд, за 4 км на північний захід від села Неркін Сасунашен, за 5 км на захід від села Верін Саснашен та за 6 км на північний схід від села Ашнак.